# BMW F 650 CS
Die BMW F 650 CS Scarver ist ein Motorrad der Bayerischen Motorenwerke. Der teilverkleidete Tourer wurde am 24. November 2001 europaweit vorgestellt. Während der vierjährigen Produktionszeit von 2001 bis Februar 2005 wurden im BMW-Werk Berlin in Spandau 20.848 Einheiten hergestellt.
Die CS ist Teil der 2. Generation der F 650 Modellreihe, die BMW mit der „Funduro“ BMW F 650 (1993–2000) gestartet hatte und mit dem Nachfolger BMW F 650 GS (2000–2007) fortsetzte. Zum Einsatz kam weiterhin der für die 2. Modellreihe leicht überarbeitete und neu mit Einspritzung ausgestattete Einzylindermotor von Rotax. Das Motorrad fiel durch eine ungewöhnliche Gestaltung auf, die neue Motorradfahrer und Berufspendler in der Zielgruppe der 20- bis 30-Jährigen ansprechen sollte.

## Terminologie
Die Abkürzung CS hinter der Hubraumklasse steht für City/Street. Die Verkaufsbezeichnung scarver [ˈskɑ:vəʳ] ist ein Kofferwort aus street und Carver. Der interne Werkscode lautet E650C, der Modellcode K14.

## Konzeption
Das Motorrad war das Ergebnis einer Zusammenarbeit von BMW mit dem italienischen Zweiradhersteller Aprilia, und obwohl die CS konstruktiv weitgehend identisch mit der Enduro BMW F 650 GS ist, hat sie einige technische Besonderheiten wie eine Einarmschwinge, einen Zahnriemenantrieb, ein modulares Gepäcksystem und ein Staufach an der Stelle, an der sich normalerweise der Kraftstofftank befindet.

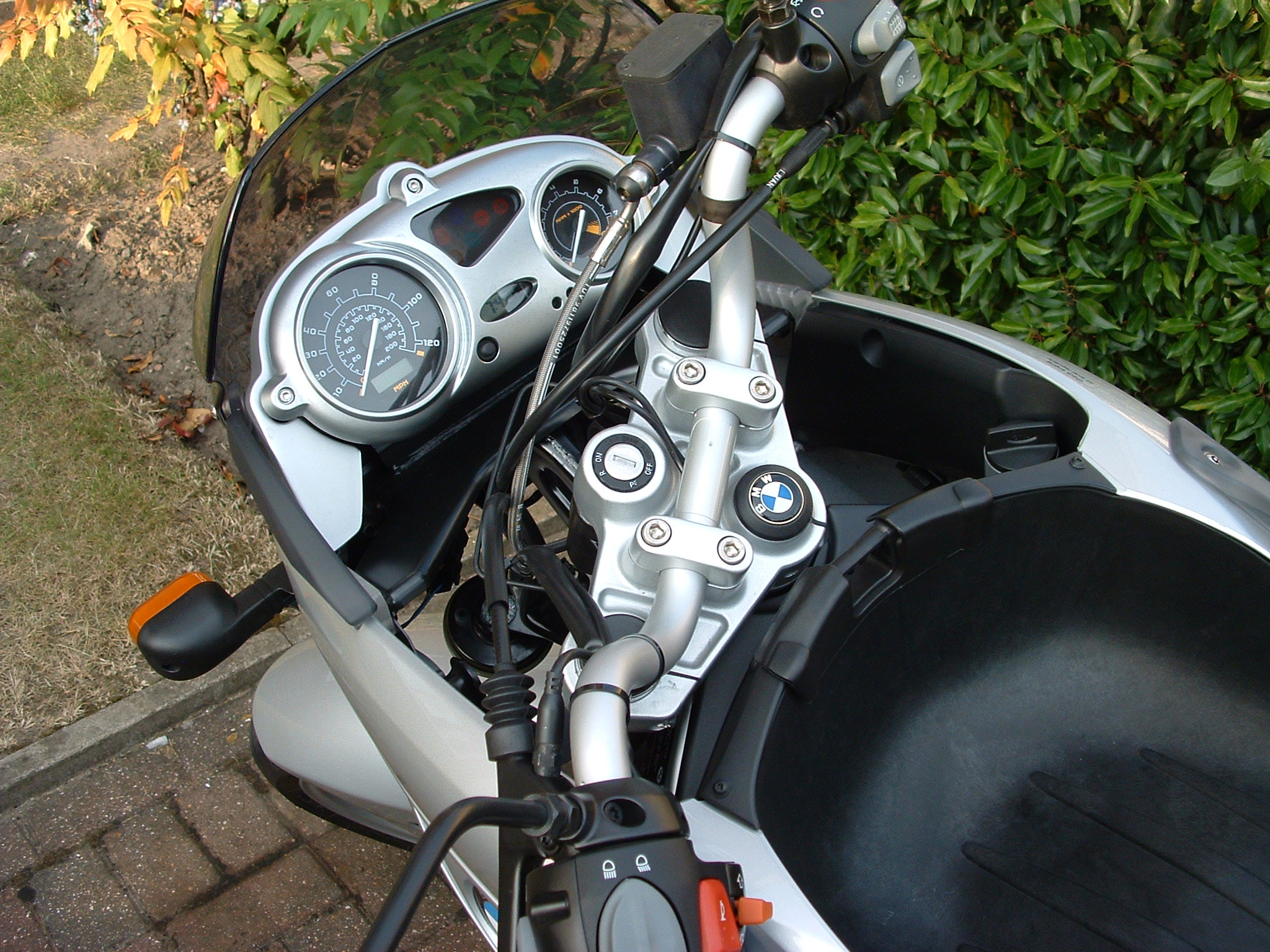
Das Staufach befindet sich an einer Stelle, wo für gewöhnlich der Kraftstofftank montiert ist.

Der US-Amerikaner David Robb, Vizepräsident vom BMW Motorrad Design von 1993 bis 2012, entwarf die F 650 CS. Der kleine durchsichtig-blaue Windschild erschien wie durch den iMac G3 inspiriert. Die Haltegriffe am Heck und am Tank aus lichtdurchlässigem Polycarbonat wirkten wie eine Anlehnung an den Apple-Stil. Das Motorrad war in den vier Farben Azurblau metallic, Gold-Orange metallic, Titanium und Beluga-Blau erhältlich. Die Seitenverkleidung konnte entweder in Fahrzeugfarbe oder in Aluminiumoptik bestellt und mit einer blauen oder sepia-farbigen Sitzbank zusammengestellt werden, sodass insgesamt 24 Kombination möglich waren.

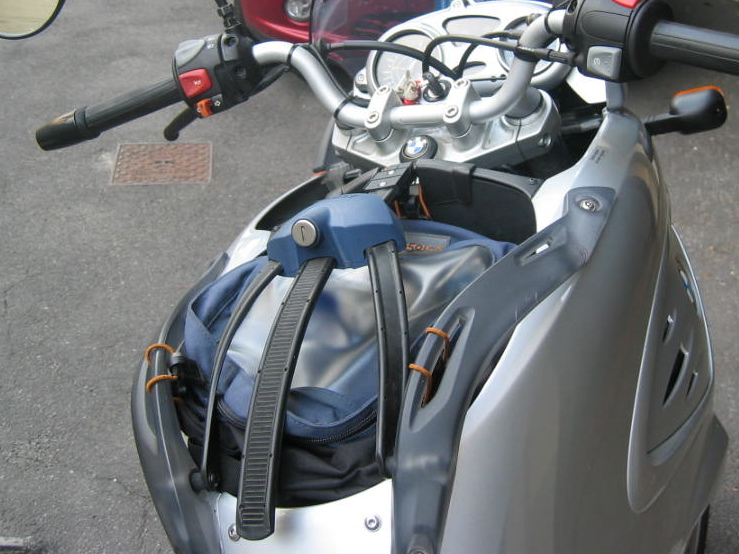
Die Helmspinne ist eine der drei Staufachoptionen.

Die Modularität wurde im als stuffbay bezeichneten Staufach fortgeführt, das serienmäßig mit einem kleinen „Softbag“ ausgeliefert wurde und auf Wunsch mit einem Tankrucksack bestückt werden konnte. Ein ebenfalls passgeformter Hartplastikbehälter konnte um zwei wasserdichte Lautsprecher mit Audioverstärker ergänzt werden. Der Zündschlüssel passt in alle drei unterschiedlichen Varianten für das Staufach. Der Tachometer ist mit dem Audio-System verbunden und reguliert die Lautstärke entsprechend der Geschwindigkeit.

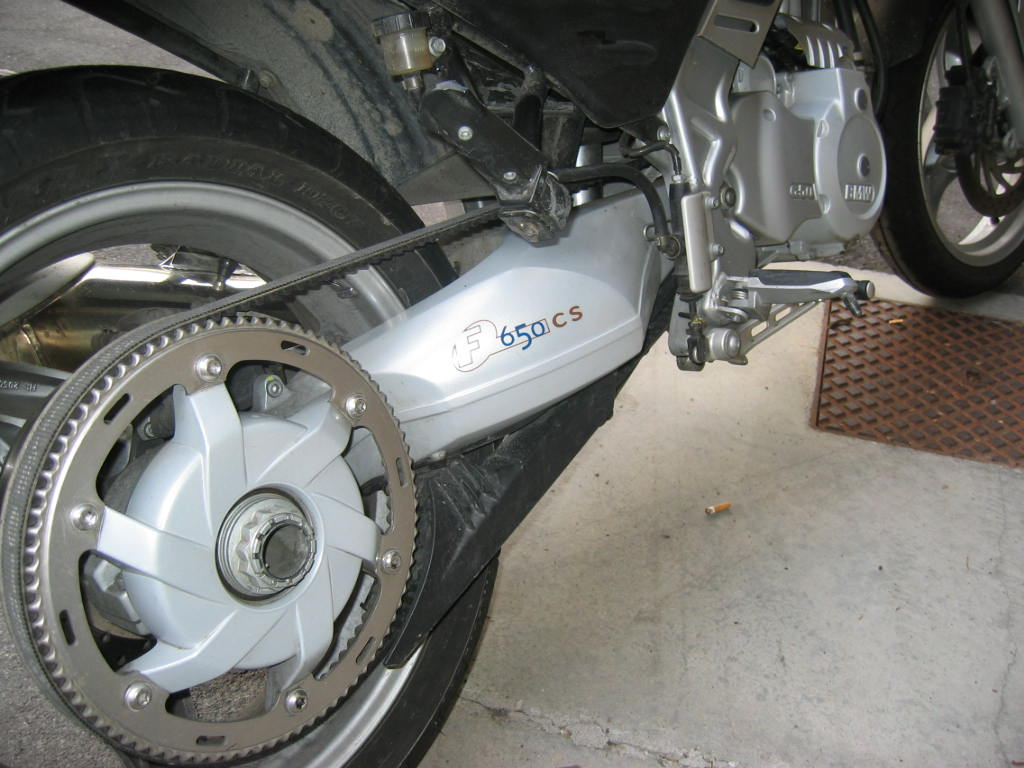
Ein Riemenantrieb ist sauberer, leiser und direkter als ein Kettenantrieb und benötigt weniger Wartung, hat dafür aber größere Antriebsverluste.

BMW baute traditionell Ketten- und Kardanantriebe im Sekundärantrieb, doch bei der CS entschied sich BMW zum ersten Mal für einen Riemenantrieb, der einen Kosten- und Gewichtsvorteil bot und wartungsarm ist. Die Vorteile eines Riemenantriebs sollten das Motorrad attraktiver für Neueinsteiger machen, die keine Erfahrung oder Vorbehalte gegenüber den Wartungsarbeiten bei einem Kettenantrieb haben.

## Vertrieb
Die Pressekritiken von Motorradzeitschriften waren weitgehend positiv, einige lobten BMW für das unternehmerische Risiko und den Mut, mit traditionellen Konzepten zu brechen und neue Kundengruppen zu erschließen. Allerdings wurde auch angemerkt, dass das BMW-Emblem alleine den Premium-Preis von rund 16.000 DM nicht rechtfertige. Während Motorräder Anfang der 2000er Jahre an Nennleistung und Spezialisierung zunahmen, lief die Scarver diesem Marketingtrend entgegen und war für Berufspendler, nicht-traditionelle Fahrer, Neueinsteiger, weibliche und kleine Fahrer bestimmt.
Die CS war Teil der Strategie von BMW, dem Ruf eines „Alte-Leute-Herstellers“ entgegenzuwirken und neue Kundenkreise zu erschließen. Der Chefdesigner David Robb sagte:

“If we want to offer something to new people we have to offer something new.”

„Wenn wir neuen Leuten etwas anbieten wollen, müssen wir etwas Neues anbieten.“

Der Stauraum und die leichte Bedienbarkeit sollten die CS auch für Motorrollerfahrer und Berufspendler attraktiv machen. BMW schätzte den Anteil von potentiellen Käufern, die zuvor noch kein Motorrad hatten bzw. fuhren, auf 40 %. Die Scarver war der erste für Einsteiger konzipierte Tourer von BMW nach der BMW R 65, die von 1978 bis 1984 gebaut wurde.
Im Jahr 2002 bezeichnete das US-amerikanische Motorradmagazin Motorcyclist die Verkaufszahlen der F 650 CS als einen „vollkommenen Flop“, der zusammen mit anderen leichtgewichtigen europäischen Motorrädern „dahindümpelte“, weil Kunden außerhalb der Heimatmärkte sie als zu teuer empfanden. Die Motorradzeitschrift Motorrad führte die Scarver im Oktober 2007 auf Platz 4 der „20 größten Motorrad-Flops“.

### Modellnachfolge
2005 wurde die F 650 CS nach nur vierjähriger Bauzeit eingestellt. Ein Jahr später wurde die BMW F 800 S aufgelegt, die jedoch in eine andere Motorradklasse einzuordnen ist und weniger Einsteiger als vielmehr Käufer ansprechen soll, die von ihrem ersten Motorrad aufsteigen wollen. Die F-800-Modellreihe wird von einem Zweizylindermotor angetrieben, und obwohl die F 800 S den Riemenantrieb mit der CS teilt und eigene technischen Neuerungen hat, führte sie weder das ungewöhnliche Design noch die unkonventionelle Funktionalität der CS fort oder provozierte Kommentare wie über das polarisierende Styling der CS.
Der Redakteur Jo Soppa vermutete 2014 in der Zeitschrift MO, dass das Einzylinder-Motorrad „anno 2006 zu früh aus dem Verkauf genommen“ wurde, da die Verkaufszahlen der bauähnlichen Honda NC 700 X seit 2012 beweisen, dass „ein modulares Zubehör-Konzept“ mit „modischem Lifestyle-Anstrich“ funktionieren kann.

## Konstruktion

### Motor
Mit dem  Einzylindermotor des österreichischen Zulieferers Rotax war die F 650 CS im Gegensatz zu Superbikes der Einliter-Hubraumklasse, die zu vergleichbaren Preisen vermarktet wurden, nur unterdurchschnittlich motorisiert. Der flüssigkeitsgekühlte Viertaktmotor mit einem Hubraum von 652 cm³ leistet 37 kW (50 PS) und das maximale Drehmoment beträgt 62 Nm bei einer Drehzahl von 5500 min−1. Der Zylinder hat eine Bohrung von 100 mm Durchmesser, der Kolben einen Hub von 83 mm; Verdichtungsverhältnis 11,5 : 1. Zwei kettengetriebene obenliegende Nockenwellen steuern zwei Einlass- und zwei Auslassventile. Die Einspritzanlage wird elektronisch gesteuert.
Das Motorrad beschleunigt in 5,1 Sekunden von 0 auf 100 km/h und erreicht eine Höchstgeschwindigkeit von 175 km/h.

### Rahmen und Fahrwerk
Der neu konstruierte Stahlrohrrahmen besteht aus Vierkantrohren und dient gleichzeitig als Öltank für die Trockensumpfschmierung. Deren 2,5 Liter Öl fließen unter anderem durch die beiden miteinander verbundenen, stärker dimensionierten Oberzüge des Brückenrahmens. Blechblenden am Rahmen schützen den Fahrer vor Hitze. Der Heckrahmen ist angeschraubt. Das Hinterrad wird von einer Einarmschwinge aus Aluminium, das Vorderrad von einer Teleskopgabel mit 41 mm Standrohrdurchmesser geführt. Das eher weich abgestimmte Zentralfederbein lässt sich nicht in Federbasis und Zugstufe verstellen.
Vorn hat die F 650 CS eine gelochte Scheibenbremse mit Zwei-Kolben-Bremssattel von Brembo, hinten eine Scheibenbremse mit Ein-Kolben-Bremssattel. Die hintere Bremsscheibe ist am 17-Zoll-Gussrad befestigt. Als Extra war ein Antiblockiersystem erhältlich. Der Bremsweg von 100 km/h in den Stand beträgt 39 Meter.
Der Riemenantrieb erzeugt mehr Leistungsverluste als Kettenantriebe, die bei leistungsstarken Motorrädern üblich sind. Da Zahnriemen jedoch im Gegensatz zu Ketten, die immer ein leichtes Spiel benötigen, stets straff sind, entsteht kein Kettenschlagen. Das Ansprechverhalten der CS im Antriebsstrang ist daher mit einem Kardanantrieb vergleichbar. Das zulässige Gesamtgewicht beträgt 370 kg.

### Elektrik
Die Starterbatterie hat eine Kapazität von 12 Amperestunden und versorgt den elektrischen Anlasser. Ein Drehstromgenerator als Lichtmaschine erzeugt eine elektrische Leistung von 400 Watt zur Versorgung von Zünd- und Lichtanlage sowie der Bordelektrik. Ein Bordcomputer neben dem analogen Tachometer informiert über Drehzahl, Kilometerstand und Uhrzeit. Das Motorrad hat zwei gleich große Scheinwerfer, einen Ellipsoid für das Abblendlicht und einen Reflektorscheinwerfer für das Fernlicht.

### Kraftstoffversorgung
Der Kraftstofftank hat ein Volumen von 15 Liter, davon sind 4 Liter Reserve, und ist unter der Sitzbank positioniert, um den Fahrzeugschwerpunkt niedrig zu halten. Die Tanköffnung befindet sich auf der rechten hinteren Fahrzeugseite. Der durchschnittliche Kraftstoffverbrauch beträgt 3,7 Liter auf 100 km, die theoretische Reichweite knapp über 400 km. Der Hersteller empfiehlt die Verwendung von bleifreiem Motorenbenzin mit einer Klopffestigkeit von mindestens 91 Oktan. Die Abgasnachbehandlung erfolgt durch einen geregelten Drei-Wege-Katalysator und unterschreitet die Schadstoffgrenzwerte der Abgasnorm Euro-2. Die Abgasanlage ist aus poliertem Edelstahl.
Als Zubehör wurden eine Griffheizung, eine Bordspannungssteckdose mit 12 Volt, eine Diebstahlwarnanlage, eine Helmspinne für die Tankattrappe und Taschen für die hintere Gepäckbrücke angeboten.

## Kritiken
„Als Fazit bleibt von einem Motorradtester, der seit über 25 Jahren Neuheiten bewertet, zu sagen: Die BMW F 650 CS ist das wichtigste Motorrad des neuen Jahrtausends. Denn es verbindet typische BMW-Eigenschaften wie Fahrdynamik, einfache Wartung, hohen Werterhalt sowie fortschrittliche Techniklösungen und bietet dazu mit dem Zahnriemen pflege- sowie geräuscharme Antriebstechnik.“

„Stilistisch unverkennbar vom durchschimmernd-farbigen Design der Trend-Computer inspiriert, soll die Scarver endlich Youngster vom Rechner aufs Bike locken. Neben der ungewohnten Optik peppt ein in die Tankattrappe integriertes Audio-System die als Basis dienende F 650 GS auf. Technisch unterscheidet den 54 PS starken Single im Wesentlichen ein Zahnriemen von der kettengetriebenen GS. Doch die Jungen – Zielgruppe waren die 20- bis 30-Jährigen – wollen weder Robbie Williams im Tank noch einen Apple mit Motor.“

„Die Scarver ist zielgenau, handlich und kinderleicht zu fahren. Wechselkurven, Haarnadeln, weite Bögen oder zuziehende Hundskurven – ganz egal, mit der Scarver machen alle Kurven Laune. Nur schade, dass sich die Gabel beim harten Anbremsen spürbar verwindet – ein Gabelstabilisator wie bei den GS-Modellen wäre sinnvoll.“

„Das über ein Hebelsystem angelenkte Zentralfederbein bietet praktisch null Dämpfung, ist viel zu soft abgestimmt und kann noch nicht mal in der Federbasis verstellt werden. Das rächt sich auf unebenem Geläuf. Das Heck schaukelt und pumpt, und wenn es dicke kommt, geht die ganze Angelegenheit krachend auf Block.“

„Beim Landstraßentänzchen wirbelt der 193 Kilogramm schwere Scarver vorneweg, setzt selbst zarte Lenkimpulse blitzschnell in die Tat um und tollt wie ein junger Hund durchs Schräglagenrevier. Und behält diese unerhörte Agilität bei zügigerem Tempo bei, was in verzwickten Kurvenkombinationen erhöhte Konzentration fordert, denn um den eingeschlagenen Radius beizubehalten, muss der Lenker sensibel geführt werden.“